# 月ヶ岡駅
月ヶ岡駅（つきがおかえき）は、北海道樺戸郡月形町字月ヶ岡にあった北海道旅客鉄道（JR北海道）札沼線（学園都市線）の駅（廃駅）である。事務管理コードは▲130209。

## 歴史

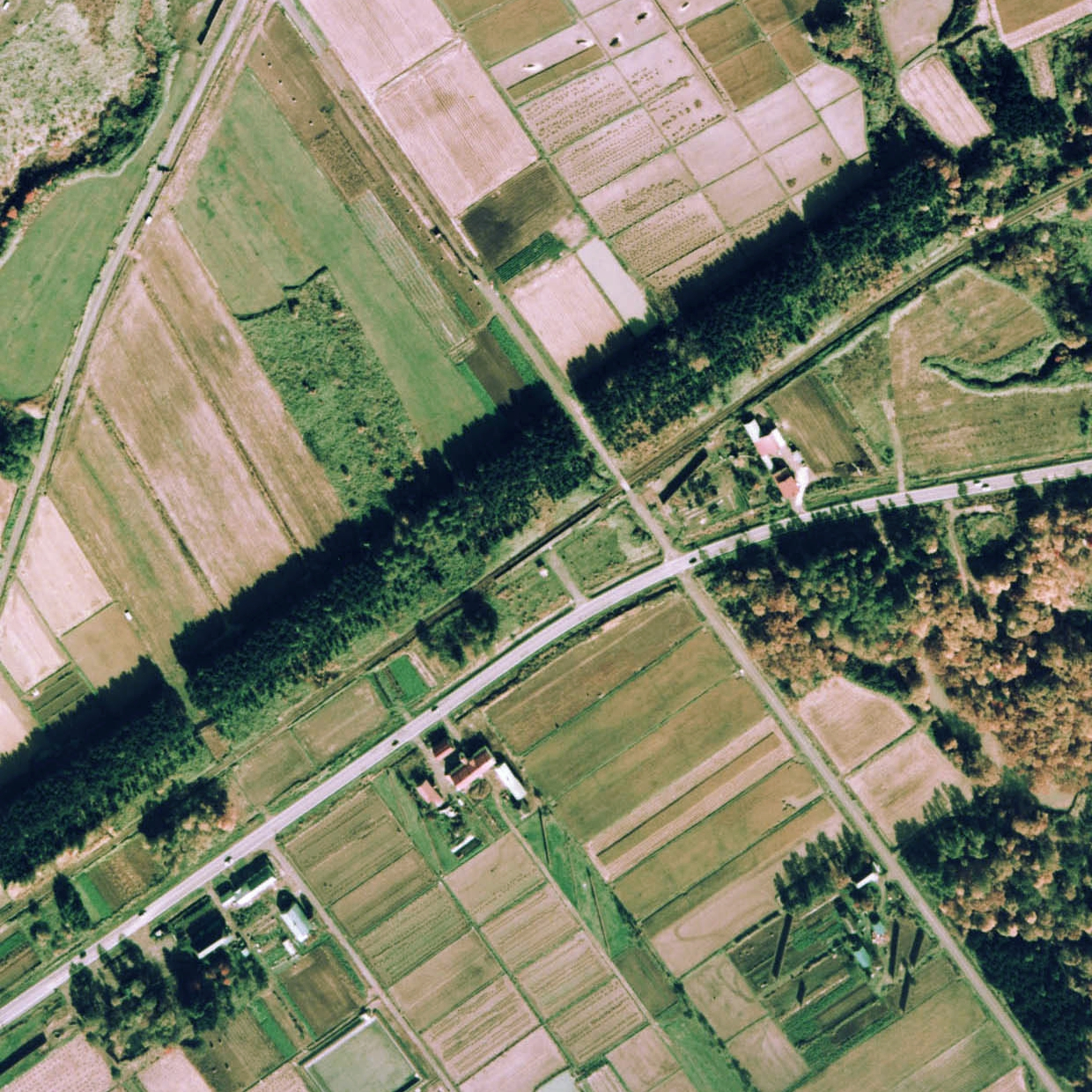
1976年の月ヶ岡駅と周囲約500m範囲。左が札幌方面。

- 1958年（昭和33年）7月1日：日本国有鉄道（国鉄）札沼線の駅として開業[1][3]。旅客のみを取扱う駅員無配置駅[4]。
- 1987年（昭和62年）4月1日：国鉄分割民営化に伴い、北海道旅客鉄道（JR北海道）に継承[1]。
- 1991年（平成3年）3月16日：札沼線に「学園都市線」の愛称を設定[報道 2][報道 3][5]。
- 1993年（平成5年）：駅舎が焼失したため、同年に待合所としてログハウスが建設される[新聞 1]。
- 1996年（平成8年）3月16日：札沼線（学園都市線）のうち、当駅を含む石狩当別駅（現・当別駅） - 新十津川駅間でワンマン運転開始[5]。
- 2000年（平成12年）：札沼線（学園都市線）のうち、当駅を含む桑園駅 - 石狩月形駅間に自動進路制御装置 (PRC) を導入[6]。
- 2018年（平成30年）：待合所を改修[新聞 1]。
- 2020年（令和2年）
  - 4月17日：新型コロナウイルス感染症（COVID-19）に関する緊急事態宣言により、4月18日から5月6日まで全列車運休措置。実質的な最終営業日となる[報道 4]。
  - 5月7日：北海道医療大学駅 - 新十津川駅間の廃止と共に廃駅となる[報道 1][新聞 2][新聞 3][新聞 4]。

### 駅名の由来
所在地名から。

## 駅構造
単式ホーム1面1線を有していた地上駅。石狩当別駅が管理していた無人駅。ログハウス駅舎だった。
2020年5月7日の北海道医療大学駅 - 新十津川駅間の廃止にあたって、同日未明にホームに設置されていた駅名標が撤去された。

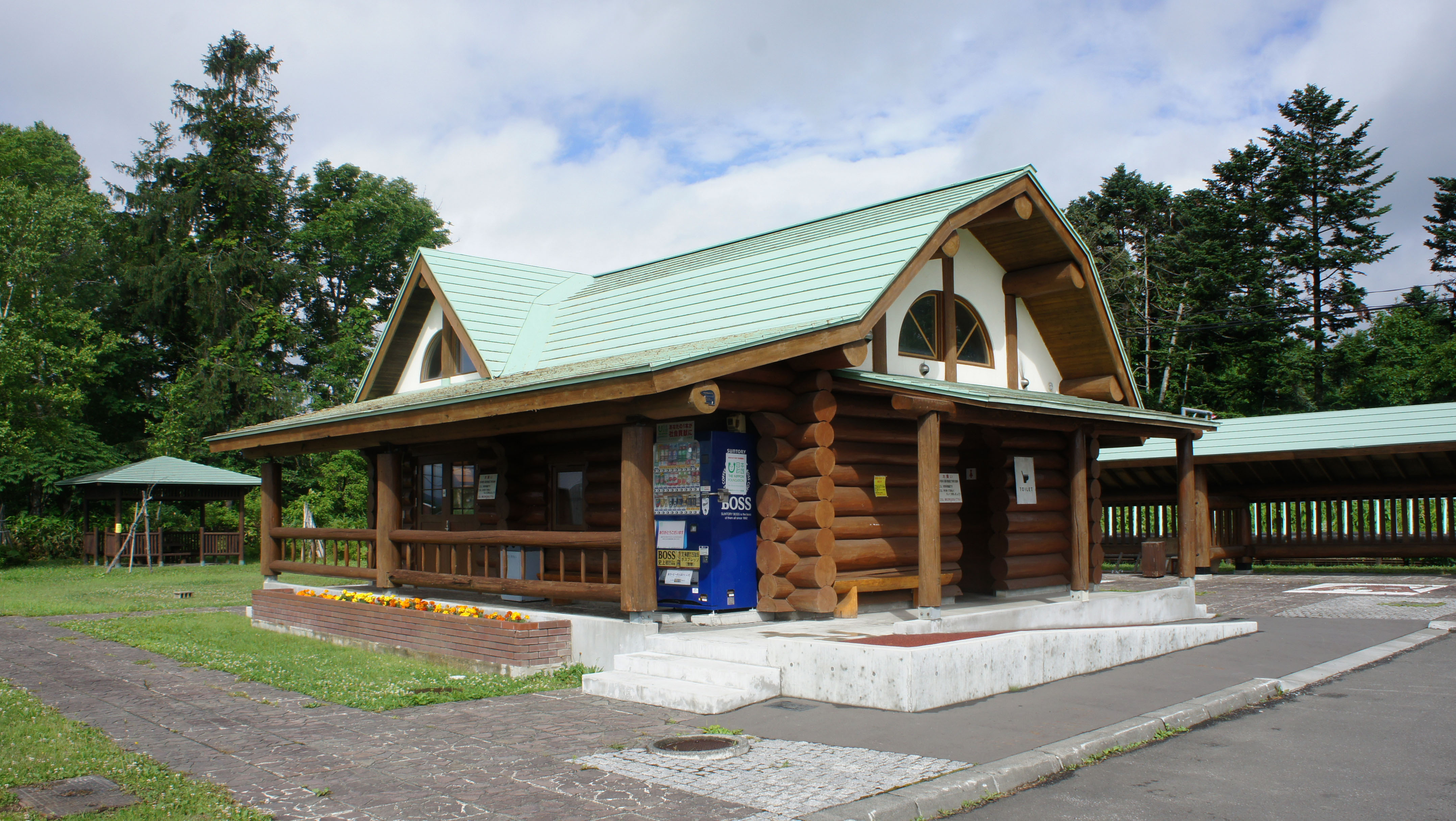
駅舎（2019年7月）
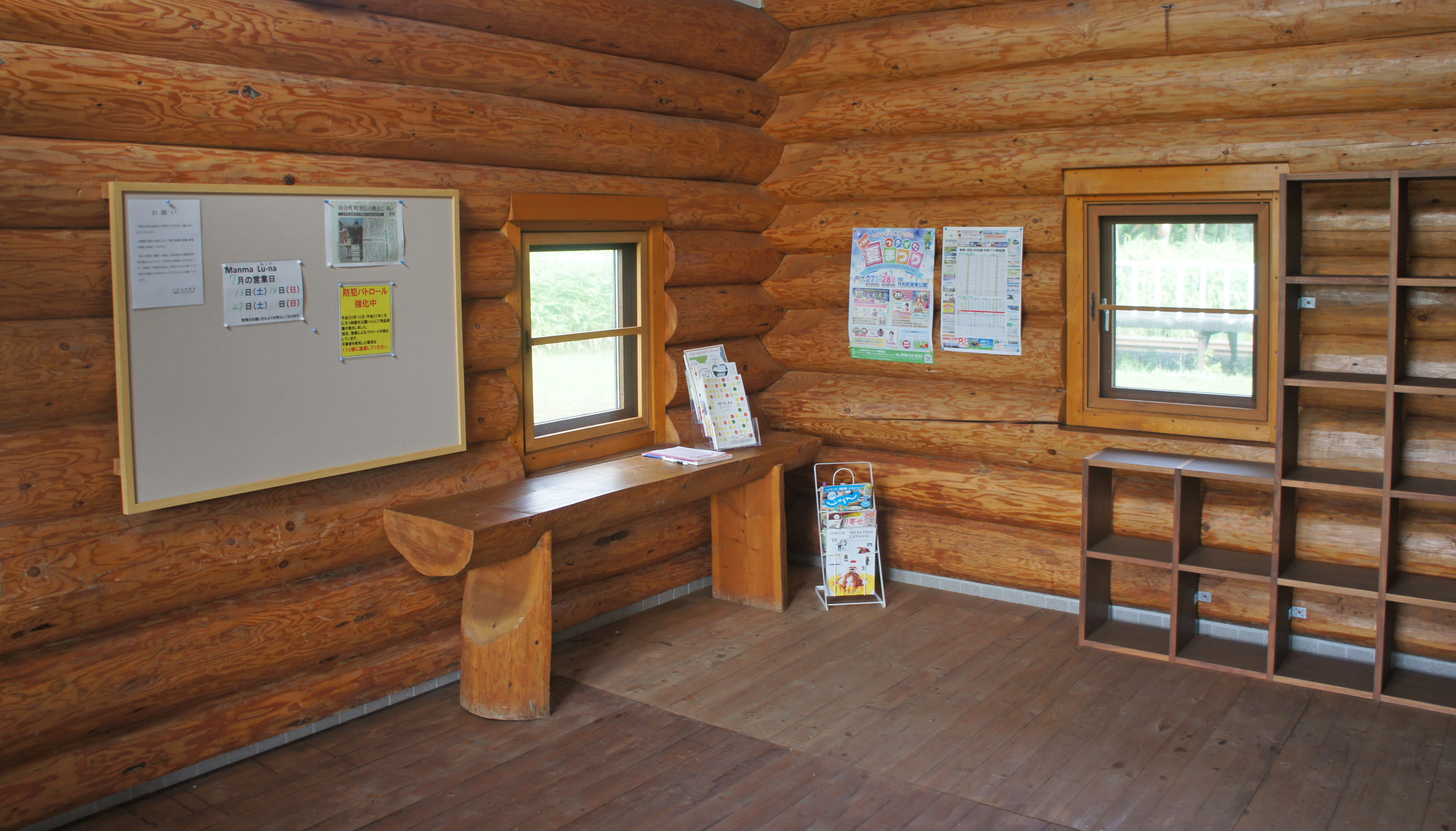
待合室（2019年7月）
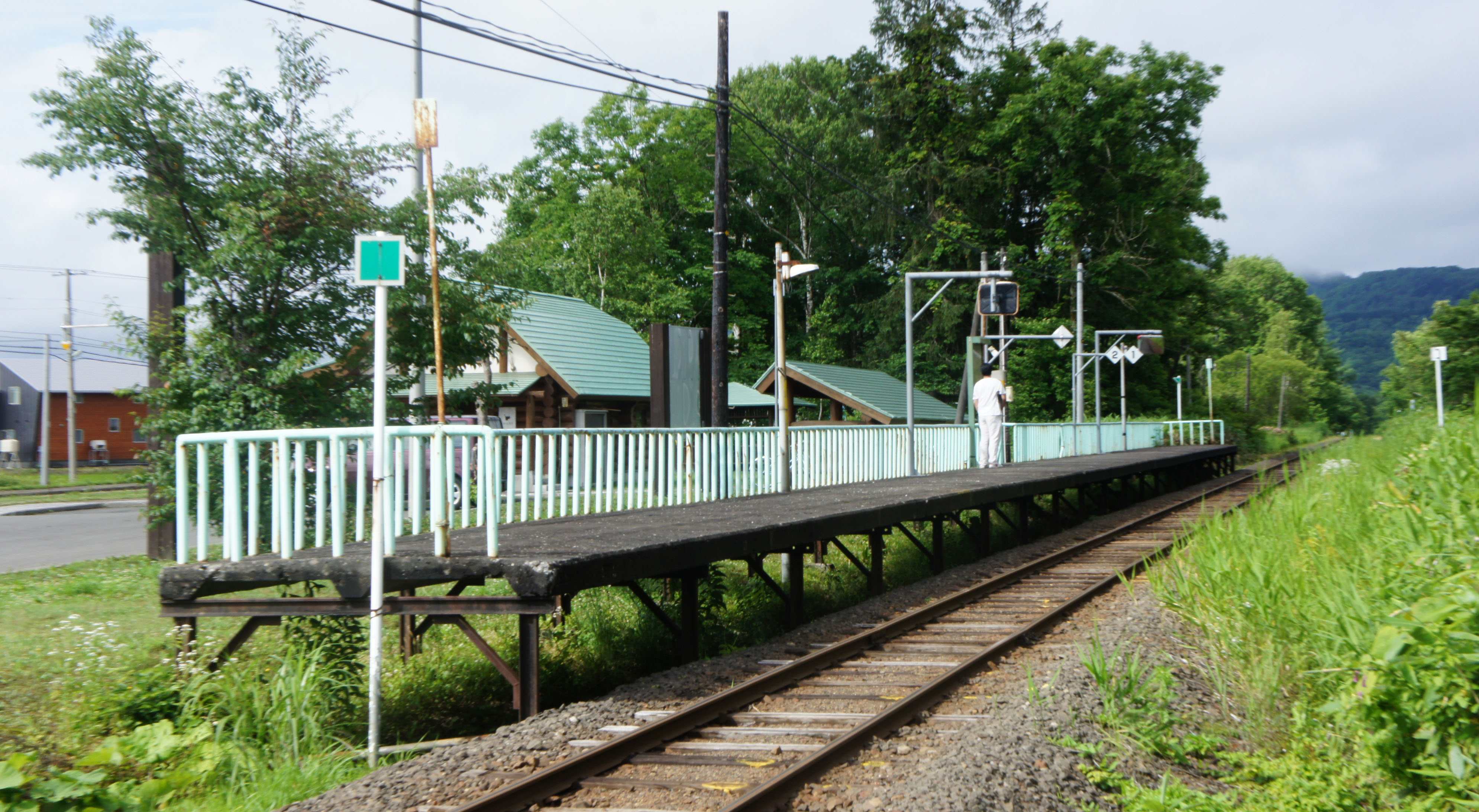
ホーム（2019年7月）
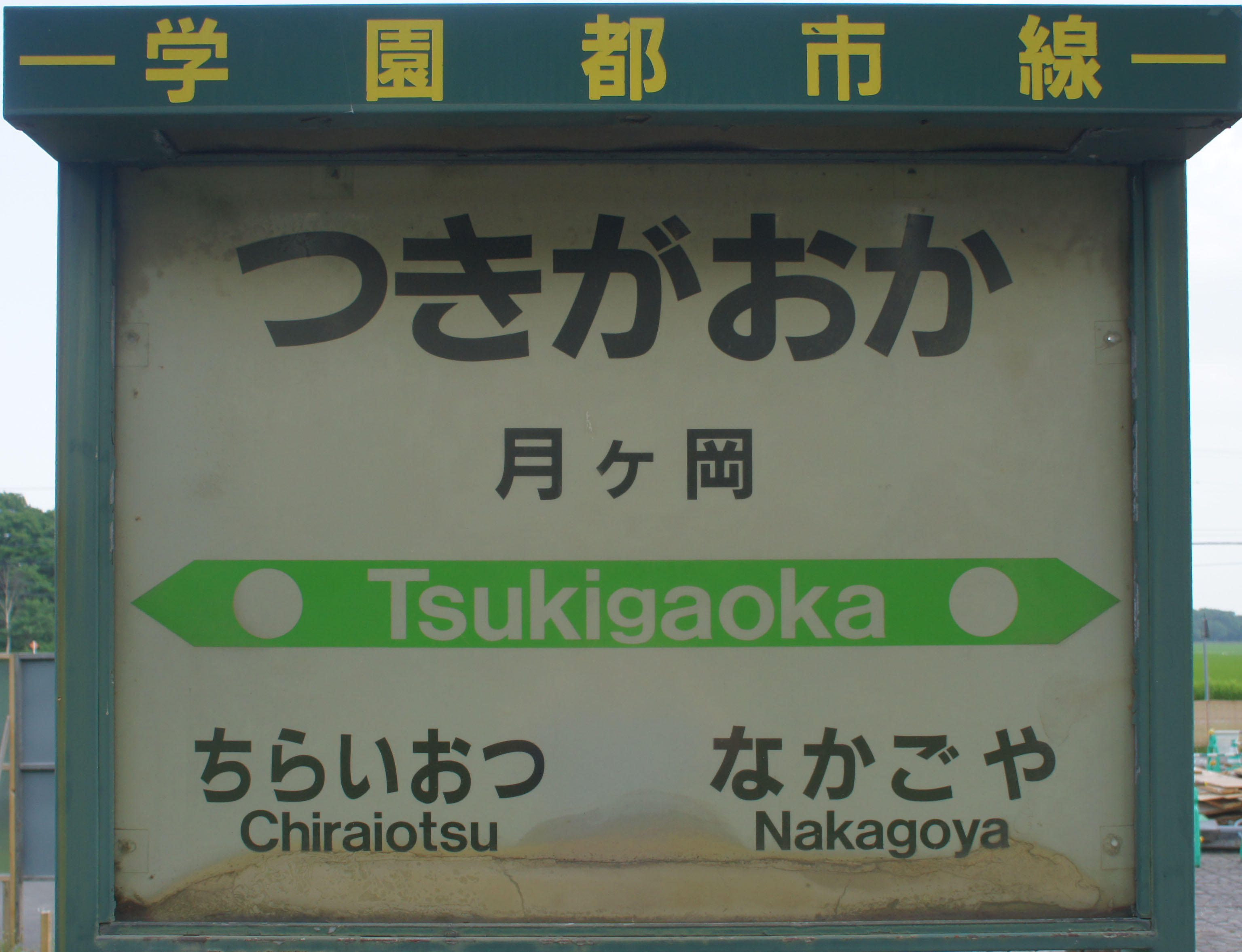
駅名標（2017年7月）

## 利用状況
- 2011 - 2015年（平成23 - 27年）の乗降人員調査（11月の調査日）平均は「10名以下」[報道 5]。
- 2012 - 2016年（平成24 - 28年）の乗車人員（特定の平日の調査日）平均は2.8人[報道 6]。
- 2013 - 2017年（平成25 - 29年）の乗車人員（特定の平日の調査日）平均は2.8人[報道 7]。
- 2014 - 2018年（平成26 - 30年）の乗車人員（特定の平日の調査日）平均は3.4人[報道 8]、乗降人員調査（11月の調査日）平均は「10名以下」[報道 9]。
- 2015 - 2019年（平成27 - 令和元年）の乗車人員（特定の平日の調査日）平均は3.2人[報道 10]。

## 駅周辺
民家が数軒あるのみ。
- 国道275号

当駅廃止に伴う代替バス（月形当別線）停留所「月ヶ岡駅」が設置されている。月形方面は駅前ロータリー内、当別方面は国道上停留所に停車する。

## 今後の予定
2021年（令和3年）2月に月形町が示した方針では、鉄路の記憶と風景を後世へ繋いでいくため、待合所・ホーム共に保存するとされている。

## 隣の駅
北海道旅客鉄道（JR北海道）
札沼線（学園都市線）
中小屋駅 - 月ヶ岡駅 - 知来乙駅

### 報道発表資料
1. 1 2  『札沼線（北海道医療大学・新十津川間）の鉄道事業廃止届の提出について』（PDF）（プレスリリース）北海道旅客鉄道、2018年12月21日。オリジナルの2018年12月24日時点におけるアーカイブ。2018年12月24日閲覧。
2. ↑  『札沼線（学園都市線）の電化について』（PDF）（プレスリリース）北海道旅客鉄道、2009年9月9日。2009年9月14日閲覧。
3. ↑  『札沼線（学園都市線）の電化開業時期について』（PDF）（プレスリリース）北海道旅客鉄道、2011年10月13日。2011年10月17日閲覧。
4. ↑  『札沼線（北海道医療大学・新十津川間）最終運行について』（PDF）（プレスリリース）北海道旅客鉄道、2020年4月16日。オリジナルの2020年4月16日時点におけるアーカイブ。2020年4月16日閲覧。
5. ↑  “極端にご利用の少ない駅（3月26日現在）” (PDF). 平成28年度事業運営の最重点事項.   北海道旅客鉄道. p. 6 (2016年3月28日). 2017年12月10日閲覧。
6. ↑  「札沼線(北海道医療大学・新十津川間）」（PDF）『線区データ（当社単独では維持することが困難な線区）』、北海道旅客鉄道株式会社、2017年12月8日。2017年12月10日閲覧。
7. ↑  「札沼線(北海道医療大学・新十津川間）」（PDF）『線区データ（当社単独では維持することが困難な線区）（地域交通を持続的に維持するために）』、北海道旅客鉄道株式会社、2018年7月2日。オリジナルの2017年12月31日時点におけるアーカイブ。2018年7月4日閲覧。
8. ↑  “札沼線（北海道医療大学・新十津川間）” (PDF). 線区データ（当社単独では維持することが困難な線区）(地域交通を持続的に維持するために).   北海道旅客鉄道. p. 3 (2019年10月18日). 2019年10月18日時点のオリジナルよりアーカイブ。2019年10月18日閲覧。
9. ↑  “駅別乗車人員” (PDF). 全線区のご利用状況（地域交通を持続的に維持するために）.   北海道旅客鉄道. 2020年1月20日時点のオリジナルよりアーカイブ。2020年1月20日閲覧。
10. ↑  “札沼線（北海道医療大学・新十津川間）” (PDF). 地域交通を持続的に維持するために > 輸送密度200人未満の線区（「赤色」「茶色」5線区）.   北海道旅客鉄道. p. 3 (2020年10月30日). 2020年11月2日時点のオリジナルよりアーカイブ。2020年11月4日閲覧。

### 新聞記事
1. 1 2  “JR札沼線月ケ岡駅の待合所、町発信の拠点に　特産品販売所９日オープン　町内外から集客増期待　野菜販売、イベントも”. 北海道新聞社. (2018年6月9日).  オリジナルの2018年12月17日時点におけるアーカイブ。 2018年6月9日閲覧。
2. ↑  “札沼線・北海道医療大学―新十津川　20年5月7日に廃止”. 北海道新聞. (2018年12月8日).  オリジナルの2018年12月17日時点におけるアーカイブ。 2018年12月8日閲覧。
3. ↑  “札沼線廃止、21日にも届け出　JR、沿線4町と覚書調印”. 北海道新聞. (2018年12月21日).  オリジナルの2018年12月23日時点におけるアーカイブ。 2018年12月23日閲覧。
4. ↑  “JR札沼線、北海道医療大学－新十津川間が廃止へ　2020年5月、地元と合意”. 毎日新聞. (2018年12月20日).  オリジナルの2018年12月23日時点におけるアーカイブ。 2018年12月23日閲覧。
5. ↑  “札沼線静かに廃止 新十津川-道医療大 駅名標を撤去”. 北海道新聞. (2020年5月7日).  オリジナルの2020年5月14日時点におけるアーカイブ。 2020年5月14日閲覧。